# Comuna Soșne, Izeaslav
Soșne (în ucraineană Сошне) este o comună în raionul Izeaslav, regiunea Hmelnîțkîi, Ucraina, formată din satele Ivanivka, Krîvoluka, Soșne (reședința) și Zaricicea.

## Demografie
Componența lingvistică a comunei Soșne
     Ucraineană (98,68%)
     Rusă (1,03%)
     Alte limbi (0,15%)
Conform recensământului din 2001, majoritatea populației comunei Soșne era vorbitoare de ucraineană (98,68%), existând în minoritate și vorbitori de rusă (1,03%).